# 옥보단 3
《옥보단 3 - 관인아요》(玉蒲團III 官人我要, Sex & Zen III)는 홍콩에서 제작된 장민 감독의 1998년 코미디 영화이다. 양가령 등이 주연으로 출연하였고 왕정 등이 제작에 참여하였다.

## 출연

### 주연
- 양가령
- 종진
- 동이
- 서금강
- 소전용

### 조연
- 항효운
- 나망
- 황빈
- 식경문
- 이범위

## 기타
- 조명: 구기영